# 베트남-중국 갈등
베트남–중국 갈등은 1979년 베트남-중국 전쟁 이후 중화인민공화국과 베트남 사이에서 발생한 일련의 국경 및 해상 무력 충돌이다. 이 충돌은 베트남-중국 전쟁이 종료된 이후부터 1991년 양국 관계 정상화가 이루어질 때까지 계속되었다.
1979년 3월, 베트남-중국 전쟁 이후 중국 인민해방군(PLA)이 베트남에서 철수하면서, 중국은 베트남 영토의 "1인치도 탐내지 않는다"고 발표하였다. 그러나 실제로는 전투 발발 이전까지 베트남이 실효 지배하던 약 60km2의 분쟁 지역을 점령하였다. 랑선 인근의 우의관 주변과 같이 군사적 가치는 낮지만 상징적 의미가 큰 지역도 점령되었으며, 일부 지역에서는 베트남을 공격하기 위한 전략적 거점으로 군사적 중요성이 있는 고지를 점령하였다.
중국의 국경 지역 점령은 베트남의 강한 반발을 불러일으켰고, 이후 양국은 해당 지역의 지배권을 놓고 지속적인 국경 충돌을 벌이게 되었다. 이러한 충돌은 1988년까지 이어졌으며, 특히 1984~1985년 사이에 가장 격렬했다. 1990년대 초, 베트남의 캄보디아 철수와 소련의 붕괴 등 국제 정세의 변화와 함께 양국 관계는 점차 정상화되었다. 1991년, 양국은 외교 관계 정상화를 선언하면서 국경 분쟁은 공식적으로 종료되었다.

## 배경
1979년 이후, 베트남-중국 국경에서는 1980년 6월과 10월, 1981년 5월, 1983년 4월, 1984년 4월, 1985년 6월, 그리고 1986년 10월~1987년 1월까지 적어도 여섯 차례의 충돌이 있었다. 서방 관측통들에 따르면, 이 모든 충돌은 정치적 목적을 달성하기 위해 중국이 시작했거나 도발한 것이었다. 북쪽 이웃의 또 다른 침공이 임박했다는 위협은 베트남으로 하여금 막대한 방어 병력을 구축하게 만들었다. 1980년대 동안, 약 60만~80만 명에 달하는 베트남 정규군과 준군사 병력이 국경 지역에 배치된 것으로 추정되며, 이에 맞서 약 20만~40만 명의 중국군이 배치되었다.
갈등 전반에 걸쳐, 베트남의 비쑤옌현은 가장 격렬한 전선이었다. 대략적인 분석에 따르면, 1980년대 중반 이 전장에서 베트남군의 일곱 개 사단 (313사단, 314사단, 325사단, 328사단, 354사단, 356사단, 411사단)과 하나의 독립 연대 (266연대/341사단 소속)가 투입되었다. 중국 측에서는 일곱 개 군구의 군대가 이 지역에 교대로 파병되었는데, 이는 중국 최고 지도자 덩샤오핑이 전투 경험을 쌓는 것을 뜻하며 비유적으로 표현한 "호랑이 엉덩이를 건드리다"는 표현에 따른 것이다. 1984년부터 1989년까지, 최소 14개 중국 야전군 (제1군, 제12군, 제13군, 제14군, 제16군, 제20군, 제23군, 제26군, 제27군, 제38군, 제41군, 제42군, 제47군, 제67군)이 교대로 이 지역 전투에 투입되었다.
정규군의 사용 외에도, 중국은 베트남과 라오스 정부에 맞서 비정규전을 수행하기 위해 소수민족 저항 세력들 (특히 몽족)을 무장시키고 훈련시켰다. 그러나 1985년부터 라오스 정부가 중국과의 관계 정상화를 추진함에 따라, 중국의 반군 지원은 점차 축소되기 시작했다.